# Bbox-Bouygues Telecom/2009
Deze pagina geeft een overzicht van de wielerploeg Bbox-Bouygues Telecom (voorheen Bouygues Telecom) in 2009.

## Algemeen
Sponsor: Bouygues Télécom
Algemeen manager: Jean-René Bernaudeau
Ploegleiders: Dominique Arnould, Benoît Genauzeau, Cristian Guiberteau, Philippe Maduit, Ismaël Mottier, Didier Rous
Fietsmerk: Time
Materiaal en banden: FSA, Campagnolo, Fulcrum, Michelin

## Renners
| Naam                | Geboortedatum | Nationaliteit | Ploeg 2008         |
| ------------------- | ------------- | ------------- | ------------------ |
| Yukiya Arashiro     | 22-09-1984    | Japan         | Meitan Hompo-GDR   |
| Julien Belgy        | 26-05-1983    | Frankrijk     |                    |
| Giovanni Bernaudeau | 25-08-1983    | Frankrijk     |                    |
| Olivier Bonnaire    | 02-03-1983    | Frankrijk     |                    |
| William Bonnet      | 25-06-1982    | Frankrijk     | Crédit Agricole    |
| Franck Bouyer       | 17-03-1974    | Frankrijk     |                    |
| Steve Chainel       | 06-09-1983    | Frankrijk     | Auber 93           |
| Mathieu Claude      | 02-04-1980    | Frankrijk     |                    |
| Pierrick Fédrigo    | 30-11-1978    | Frankrijk     |                    |
| Damien Gaudin       | 20-08-1986    | Frankrijk     |                    |
| Cyril Gautier       | 26-09-1987    | Frankrijk     | Bretagne-Armor Lux |
| Yohann Gène         | 20-06-1981    | Frankrijk     |                    |
| Saïd Haddou         | 23-11-1982    | Frankrijk     |                    |
| Vincent Jérôme      | 26-11-1984    | Frankrijk     |                    |
| Arnaud Labbe        | 03-11-1976    | Frankrijk     |                    |
| Guillaume Le Floch  | 16-02-1985    | Frankrijk     | Bretagne-Armor Lux |
| Laurent Lefèvre     | 02-07-1976    | Frankrijk     |                    |
| Rony Martias        | 04-08-1980    | Frankrijk     |                    |
| Alexandre Pichot    | 06-01-1983    | Frankrijk     |                    |
| Perrig Quéméneur    | 26-04-1984    | Frankrijk     |                    |
| Pierre Rolland      | 10-10-1986    | Frankrijk     | Crédit Agricole    |
| Jevgeni Sokolov     | 11-06-1984    | Rusland       |                    |
| Matthieu Sprick     | 29-09-1981    | Frankrijk     |                    |
| Joeri Trofimov      | 26-01-1984    | Rusland       |                    |
| Johann Tschopp      | 01-07-1982    | Zwitserland   |                    |
| Sébastien Turgot    | 11-04-1984    | Frankrijk     |                    |
| Thomas Voeckler     | 22-06-1979    | Frankrijk     |                    |

## Belangrijke overwinningen
| Ronde van Gabon 2009 2e etappe: Jevgeni Sokolov 4e etappe: Johann Tschopp Puntenklassement: Yohann Gène Ster van Bessèges Eindklassement: Thomas Voeckler Ronde van Langkawi 2009 7e etappe: Yohann Gène Ronde van de Haut-Var 2e etappe: Thomas Voeckler Eindklassement: Thomas Voeckler | Ronde van het Baskenland 2009 2e etappe: Joeri Trofimov Tro Bro Léon Saïd Haddou Klimmerstrofee Thomas Voeckler Vierdaagse van Duinkerke 5e etappe: Pierrick Fédrigo Critérium du Dauphiné Libéré 2009 6e etappe: Pierrick Fédrigo | Ronde van Frankrijk 2009 5e etappe: Thomas Voeckler 9e etappe: Pierrick Fédrigo |

2000 · 2001 · 2002 · 2003 · 2004 · 2005 · 2006 · 2007 · 2008 · 2009 · 2010 · 2011 · 2012 · 2013 · 2014 · 2015 · 2016 · 2017 · 2018 · 2019 · 2020 · 2021 · 2022 · 2023 · 2024 · 2025
AG2R-La Mondiale · Astana · Bbox-Bouygues Telecom/2009 · Caisse d'Epargne · Cofidis · Team Columbia · Team CSC Saxo Bank · Euskaltel-Euskadi · Française des Jeux · Fuji-Servetto · Garmin-Chipotle · Katjoesja · Lampre-NGC · Liquigas · Team Milram · Quick·Step · Rabobank · Silence-Lotto